# Giōrgos Vasileiou
Giōrgos Vasileiou (in greco: Γιώργος Βασιλείου; Limisso, 12 giugno 1984) è un ex calciatore cipriota, di ruolo centrocampista.

## Carriera

### Club
Ha disputato l'intera carriera nei campionati Ciprioti. Con l'Aris Limassol ha collezionato oltre 200 presenze in campionato. Dall'estate 2012 gioca per l'Apollon.

### Nazionale
Ha esordito con la Nazionale cipriota l'11 novembre 2011, nella partita amichevole contro la Scozia persa per 2-1.

## Statistiche

### Cronologia presenze e reti in nazionale
| Cronologia completa delle presenze e delle reti in nazionale ― Cipro | Cronologia completa delle presenze e delle reti in nazionale ― Cipro | Cronologia completa delle presenze e delle reti in nazionale ― Cipro | Cronologia completa delle presenze e delle reti in nazionale ― Cipro | Cronologia completa delle presenze e delle reti in nazionale ― Cipro | Cronologia completa delle presenze e delle reti in nazionale ― Cipro | Cronologia completa delle presenze e delle reti in nazionale ― Cipro | Cronologia completa delle presenze e delle reti in nazionale ― Cipro |
| Data                                                                 | Città                                                                | In casa                                                              | Risultato                                                            | Ospiti                                                               | Competizione                                                         | Reti                                                                 | Note                                                                 |
| -------------------------------------------------------------------- | -------------------------------------------------------------------- | -------------------------------------------------------------------- | -------------------------------------------------------------------- | -------------------------------------------------------------------- | -------------------------------------------------------------------- | -------------------------------------------------------------------- | -------------------------------------------------------------------- |
| 11-11-2011                                                           | Larnaca                                                              | Cipro                                                                | 1 – 2                                                                | Scozia                                                               | Amichevole                                                           | -                                                                    | 74’                                                                  |
| 29-2-2012                                                            | Nicosia                                                              | Cipro                                                                | 0 – 0                                                                | Serbia                                                               | Amichevole                                                           | -                                                                    | 77’                                                                  |
| 15-8-2012                                                            | Sofia                                                                | Bulgaria                                                             | 1 – 0                                                                | Cipro                                                                | Amichevole                                                           | -                                                                    | 73’                                                                  |
| 6-2-2013                                                             | Nicosia                                                              | Cipro                                                                | 1 – 3                                                                | Serbia                                                               | Amichevole                                                           | -                                                                    | 86’                                                                  |
| 11-10-2013                                                           | Reykjavík                                                            | Islanda                                                              | 2 – 0                                                                | Cipro                                                                | Qual. Mondiali 2014                                                  | -                                                                    |                                                                      |
| 15-10-2013                                                           | Nicosia                                                              | Cipro                                                                | 0 – 0                                                                | Albania                                                              | Qual. Mondiali 2014                                                  | -                                                                    |                                                                      |
| 27-5-2014                                                            | Saitama                                                              | Giappone                                                             | 1 – 0                                                                | Cipro                                                                | Amichevole                                                           | -                                                                    | 71’                                                                  |
| 10-11-2017                                                           | Gori                                                                 | Georgia                                                              | 1 – 0                                                                | Cipro                                                                | Amichevole                                                           | -                                                                    | 82’                                                                  |
| 13-11-2017                                                           | Erevan                                                               | Armenia                                                              | 3 – 2                                                                | Cipro                                                                | Amichevole                                                           | -                                                                    | 46’                                                                  |
| 6-9-2018                                                             | Oslo                                                                 | Norvegia                                                             | 2 – 0                                                                | Cipro                                                                | UEFA Nations League 2018-2019 - 1º turno                             | -                                                                    | 46’                                                                  |
| 16-10-2018                                                           | Lubiana                                                              | Slovenia                                                             | 1 – 1                                                                | Cipro                                                                | UEFA Nations League 2018-2019 - 1º turno                             | -                                                                    | 90+5’                                                                |
| Totale                                                               |                                                                      | Presenze                                                             | 11                                                                   |                                                                      | Reti                                                                 | 0                                                                    |                                                                      |

## Palmarès

### Club

#### Competizioni nazionali
- Coppa di Cipro: 3

Apollōn Limassol: 2012-2013, 2015-2016, 2016-2017
- Supercoppa di Cipro: 2

Apollōn Limassol: 2016, 2017